# Histoire de la Hongrie pendant la Seconde Guerre mondiale

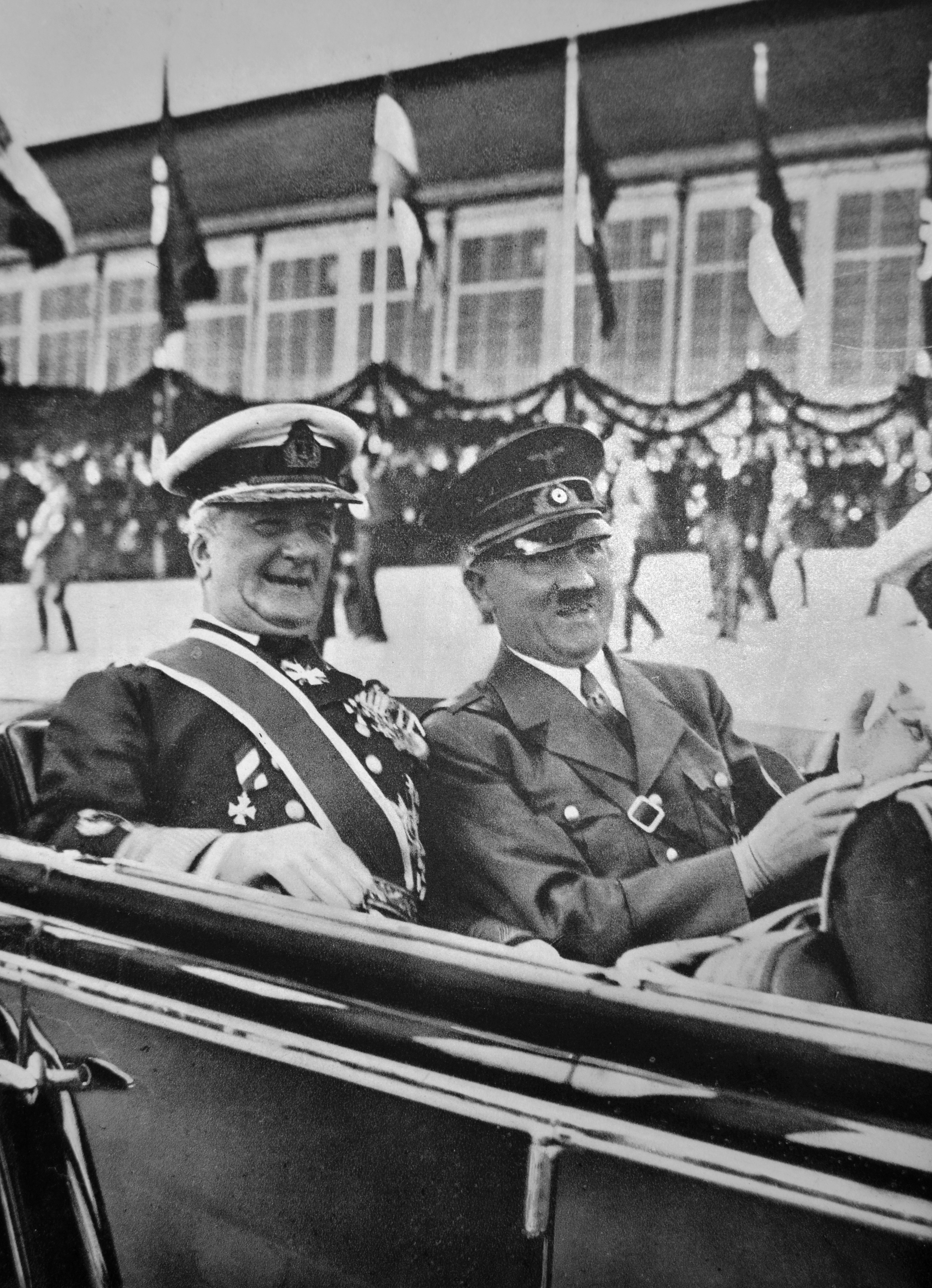
Miklós Horthy et Adolf Hitler en 1938.

Pendant la Seconde Guerre mondiale, le Royaume de Hongrie est membre de l'Axe Rome-Berlin-Tokyo.
Dans les années 1930, le Royaume de Hongrie s'appuie sur des échanges commerciaux accrus avec l'Italie fasciste et le Troisième Reich pour sortir de la Grande Dépression. En 1938, la politique intérieure et étrangère hongroise devient de plus en plus nationaliste et le pays adopte une politique irrédentiste semblable à celle de l'Allemagne, en essayant d'intégrer les régions ethniquement hongroises dans les pays voisins. La Hongrie bénéficie territorialement de ses relations avec l'Axe et des règlements sont négociés concernant les différends territoriaux avec la république tchécoslovaque, la république slovaque et le royaume de Roumanie. En 1940, sous la pression de l'Allemagne, la Hongrie rejoint militairement l'Axe. Les forces hongroises participent ainsi en 1941 à l'invasion de la Yougoslavie et à l'invasion de l'Union soviétique.
En 1943, la Hongrie engage des négociations d'armistice avec les États-Unis et le Royaume-Uni. Quand cette défection est découverte, l’invasion de la Hongrie est décidée : elle a lieu en mars 1944, c’est l’opération Margarethe. Lorsque l'Armée rouge commence à menacer la Hongrie, un armistice est signé entre le pays et l'Union soviétique par le régent Miklós Horthy. Peu de temps après, le fils d'Horthy est enlevé par des commandos allemands et Horthy est obligé de révoquer l'armistice. Le régent est ensuite déposé du pouvoir, tandis que le chef fasciste hongrois Ferenc Szálasi crée un nouveau gouvernement, avec le soutien de l'Allemagne. En 1945, les forces hongroises et allemandes en Hongrie sont vaincues par l'Armée rouge. Beaucoup de villes sont endommagées pendant la guerre, notamment la capitale Budapest.
Dans Refuge en Hongrie 1941-1945 (Editions de la Callanque), les auteurs racontent l'accueil chaleureux qui est reservé aux évadés français des camps de prisonniers, oflag ou stalag.
Pendant la Seconde Guerre mondiale environ 300 000 soldats hongrois sont morts au combat. Plus de 600 000 civils ont été tués, dont entre 450 000 et 606 000 Juifs hongrois et 28 000 Roms hongrois.
Au début de la guerre les personnes Juives, qui étaient déjà discriminées depuis plusieurs années par une série de lois antisémites promulguées pour limiter leur participation à la vie publique et économique hongroise, ne furent pas tout de suite déportées. Mais dès l'occupation de la Hongrie par l'Allemagne, en 1944, les personnes juives et Roms furent déportées vers le camp de concentration et d'extermination d'Auschwitz.
Les frontières de la Hongrie retournent à leur statut d'avant la guerre après sa reddition.

## Batailles principales
Liste non exhaustive des batailles et opérations militaires où la Hongrie a été impliquée.
| Bataille                   | Date                      | Lieu             | Alliés                                               | Ennemies              | Issue    |
| -------------------------- | ------------------------- | ---------------- | ---------------------------------------------------- | --------------------- | -------- |
| Invasion de la Yougoslavie | 6 - 18 avril 1941         | Yougoslavie      | Allemagne                                            | Yougoslavie           | Victoire |
| Opération Barbarossa       | 22 juin - 5 décembre 1941 | Union soviétique | Allemagne Roumanie Finlande Italie Slovaquie Croatie | Union soviétique      | Défaite  |
| Offensive de Kozara        | 10 juin - août 1942       | Yougoslavie      | Allemagne Croatie Tchetniks                          | Résistance yougoslave | Victoire |
| Bataille d'Uman            | 15 juillet - 8 août 1941  | Union soviétique | Allemagne Roumanie Slovaquie Croatie                 | Union soviétique      | Victoire |